# Deportivo Azogues
Maillots
Le Deportivo Azogues est un club équatorien de football basé à Azogues.

## Palmarès
- Tournoi de la Zone de Ascenso
  - Vainqueur : 2005

- Tournoi Nacional de Ascenso
  - Vainqueur : 2005

- Championnat d'Équateur de football D2
  - Vainqueur : 2006 (Ouverture)